# Massimiliano Papi
Massimiliano Papi (Napoli, 2 aprile 1967) è un regista italiano di intrattenimento e fiction tv.
Dopo la maturità classica frequenta il corso di laurea in Dams Spettacolo (Università di Bologna) con orientamento in discipline della comunicazione e regia. Dal 1986 inizia a lavorare realizzando video, spot musicali e programmi TV di emittenti nazionali minori (Odeon e Cinquestelle).
A Roma dal 1994 ha lavorato come assistente alla regia e aiuto regista in Rai al fianco di Michele Guardì, Giancarlo Nicotra, Jocelyn, Sergio Japino, maturando esperienze soprattutto nei varietà in diretta.
Dal 2000 collabora con i centri di produzione Rai di Roma e Napoli, Mediaset e La7 e con società di produzione - FremantleMedia, Endemol, Magnolia, Corima, Fascino, firmando la regia di Talk Show, Varietà, Game show, Docufiction, Video musicali, Film Pubblicitari, e importanti Reality show come Grande Fratello, Amici, Lotta di Classe, Music Farm, solo per citarne alcuni. 
Dal 2004 dedica buona parte della sua attività alla regia di fiction e lunga serialità, con “Un posto al sole” e “Sottocasa”, dal 2007 con tre stagioni della serie “La nuova Squadra” per FremantleMedia e nel 2009 con “I liceali 3” per Taodue.
Dal 2005 realizza per Mediaset diverse stagioni del programma di Infotainment “Vite Straordinarie”, per poi nel 2010 portarlo in studio in prima serata con la produzione di Videonews.
Dal 2015 al 2017 ha tenuto come docente a contratto il corso di “Regia Televisiva” del Master in Cinema e Televisione dell’Università degli studi Suor Orsola Benincasa - Napoli. 
Nel 2017 vince il premio di Miglior Regista Televisivo al Festival del Cinema e Televisione di Benevento.  Nel 2018 fonda la Egregia Film, casa di produzione in grado di gestire ogni fase della produzione di audiovisivi e film.
Dalla stagione 2011/2012 dirige lo storico programma “Forum” e “Lo sportello di Forum”, in diretta tutti i giorni su Canale 5 e Retequattro.
Nel 2021 è il regista di  Tu Si Que Vales,  su Canale 5 in prima serata.
Nel 2024 scrive e realizza un Docufilm sulla carriera e l’opera di Fabrizio Plessi, pioniere della videoarte nel mondo.
Vita Privata
È sposato in seconde nozze con Elisabetta Durante (2016) ed ha tre figli: Greta (2001), Gianmarco (2004) e Alessandro (2018).